# Daniel Schorn
Daniel Schorn (Zell am See, 21 ottobre 1988) è un ex ciclista su strada austriaco, attivo nel professionismo dal 2008 al 2016.

## Palmarès
- 2005 (Juniores)

3ª tappa Giro della Bassa Sassonia Juniores (Wallenhorst > Wallenhorst)
- 2008 (Elk Haus, una vittoria)

1ª tappa ARBÖ-Raiba ÖBV Radsporttage
- 2010 (Team NetApp, tre vittorie)

3ª tappa Tour de Normandie (Forges-les-Eaux > Grand-Couronne)
2ª tappa Okolo Slovenska (Nitra > Veľký Krtíš)
6ª tappa Okolo Slovenska (Čadca > Jaslovské Bohunice)
- 2016 (Felbermayr-Simplon Wels, due vittorie)

Kirschblütenrennen Wels
1ª tappa Rhône-Alpes Isère Tour (Charvieu-Chavagneux > Ruy-Montceau)

### Altri successi
- 2009 (Elk Haus)

2ª tappa, 2ª semitappa Linz-Passau-Budweis
- 2012 (Team NetApp)

2ª tappa, 2ª semitappa Settimana Internazionale di Coppi e Bartali (Gatteo, cronosquadre)
- 2016 (Felbermayr-Simplon Wels)

Classifica a punti Tour d'Azerbaïdjan

## Piazzamenti

### Grandi Giri
- Giro d'Italia

2012: 124º
- Vuelta a España

2013: ritirato (15ª tappa)

### Classiche monumento
- Giro delle Fiandre

2012: ritirato
2013: ritirato

### Competizioni mondiali
- Campionati del mondo su strada

Spa-Francorchamps 2006 - Cronometro Junior: 58º
Spa-Francorchamps 2006 - In linea Junior: 93º
Varese 2008 - In linea Under-23: 76º
Mendrisio 2009 - In linea Under-23: ritirato
Melbourne 2010 - In linea Under-23: 37º
Limburgo 2012 - In linea Elite: ritirato
- Giochi olimpici

Londra 2012 - In linea: 81º

### Competizioni continentali
- Campionati europei

Valkenburg 2006 - In linea Junior: 20º
Sofia 2007 - In linea Under-23: 52º
Verbania 2008 - In linea Under-23: 5º
Hooglede 2009 - In linea Under-23: 14º